# ネバダ州議会代議院
ネバダ州議会代議院（英語：The Nevada Assembly）は、アメリカ合衆国ネバダ州の州議会であるネバダ州議会の下院であり、上院はネバダ州議会元老院である。同議会は42人の議員で構成されており、同数の選挙区から2年の任期で選出される。各選挙区には、2010年の国勢調査によると、約64,299人の住民が含まれている。2010年に、議員を6期（12年）までとする任期制限が施行された。同年の選挙にて、下院議員のうち12人が任期切れとなった。
州議会は1971年まで、カーソンシティの旧ネバダ州議会議事堂で会合を開いていたが、その後議事堂の南側に州議会専用ビルが建設された。州議会専用ビルは、拡大するネバダ州議会に対応するため、1997年に拡張され、現在の姿となった。2012年以降、州議会選挙区は21の州上院選挙区を半分に分割して形成されており、各州議会選挙区は州上院選挙区に包含される形となっている。

## 議事
議会は上院と同様に市民的な議員で構成されており、会期の最初の60日間は比較的少額（130ドル）の日当が支給される。このため、議員になるのは比較的裕福な人々が多く、柔軟な仕事や多額の副収入がない人々（医師や弁護士など）にとっては議員になるのは難しい。議会は上院と同様に、すべての議事の完了に必要な期間、最大120日間まで、ただし奇数年の2月の第一月曜日から開催される。これは議員が本業を離れる時間を制限するために設けられたものであるが、近年では120日間では立法業務を完了するには十分な時間とは言えないことが多く、4回の通常会期の後、特別会期が招集され、立法業務が完了させられてきた。この傾向は2011年に終わり、その後は特別会期は開かれなかった。 

### 議員要件
ネバダ州議会に立候補するには、候補者は以下の要件を満たさなければならない。
- 立候補予定の選挙区の境界内に居住していること。ただし、この選挙区の立候補届出の締め切り日の少なくとも30日前からとする。
- ネバダ州憲法第2条1項に定める有権者であること。
- 代表を表明する政党の登録メンバーであること。
- 主要政党の候補者として出馬する場合は、この選挙の出馬届け出締め切り日の12月31日以降、いかなる州においても、投票登録の公式申請書に記載した政党または政党所属の指定を変更していないこと。

### 委員会
州下院には、下記の委員会が存在している。
- 商業・労働委員会
- 教育委員会
- 政府問題委員会
- インフラ委員会
- 保健・ヒューマンサービス委員会
- 司法委員会
- 立法運営・選挙委員会
- 天然資源委員会
- 予算委員会
- 歳入委員会

### 議場
州下院は立法ビル南側の議場に召集される。上院議場が青を基調としているのに対し、下院議場のカーペットは主に赤である。議場ギャラリーのカーペットも同じ配色である。多くの立法文書は、下院と上院を区別するために赤と青で着色されている。議場は中央の通路で仕切られているが、議員は政党ごとに席に座っているわけではない。むしろ、議長の裁量で議席が決められる。議長の机は、議長席から議場を見渡した際に、常に前列の右端に置かれている。
議長席の上には、ネバダ州議会で最長在任期間を誇るジョー・ディニ議長の名前が刻まれた大きな木槌が置かれている。その上には、1864年にネバダが州に昇格した際に大統領であったエイブラハム・リンカーンの肖像画が掲げられている。議場へのメインドアの左側には演壇があり、そこに聖書が置かれているが、これは守衛官によって異なる聖句に差し替えられる。
2003年以降、旧州議会議事堂の議場では、常に1会期が開催されている。通常、セッションは、議事堂の歴史に関する州公文書館長によるプレゼンテーションで始まり、その後、通常通り立法業務が進められる。旧議場にはスクリーンや投票機器がないため、旧議事堂で議会が開催されていた当時と同様に、すべての業務は黒板に手書きで行われる。
すべての合同会議は、下院会議場で行われ、その中には州知事による一般教書演説、司法長官による一般教書演説、ネバダ州選出の連邦議員団による一般教書演説などが含まれる。合同会議は、大統領選挙後に選挙人投票を数える場合を除いて、下院議長が議事を司る連邦議会とは異なり、上院議長が司会を務める。

## 議会指導部
議長は議会で最高指導的地位にあり、議会の運営を統括し、立法や委員会の割り当てを管理する。議長は多数党の議員団によって選出され、その後、本会議での採決を経て、議会の全会一致で承認される。その他の議会指導者、例えば多数党および少数党の院内総務などは、議会の各政党の勢力に応じて、それぞれの議員団によって選出される。
| 役職                     | 氏名                  | 政党       | 選挙区 |
| ------------------------ | --------------------- | ---------- | ------ |
| 下院議長                 | Steve Yeager          | Democratic | 9      |
| 下院仮議長               | Daniele Monroe-Moreno | Democratic | 1      |
| 多数派院内総務           | Sandra Jauregui       | Democratic | 41     |
| 多数派院内福総務         | Vacant                | Democratic |        |
| 多数派院内幹事           | Howard Watts III      | Democratic | 15     |
| 多数派院内副幹事（北部） | Sarah Peters          | Democratic | 24     |
| 多数派院内副幹事（南部） | Selena Torres         | Democratic | 3      |
| 少数派院内総務           | P. K. O'Neill         | Republican | 40     |
| 少数派院内副総務（北部） | Jill Dickman          | Republican | 31     |
| 少数派院内副総務（南部） | Danielle Gallant      | Republican | 23     |
| 少数派院内幹事           | Rich DeLong           | Republican | 26     |

### 下院議員名簿
| 選挙区 | 氏名                      | 政党       | 居住地          |
| ------ | ------------------------- | ---------- | --------------- |
| 1      | Daniele Monroe-Moreno     | Democratic | North Las Vegas |
| 2      | Heidi Kasama              | Republican | Las Vegas       |
| 3      | Selena Torres             | Democratic | Las Vegas       |
| 4      | Richard McArthur          | Republican | Las Vegas       |
| 5      | Brittney Miller           | Democratic | Las Vegas       |
| 6      | Shondra Summers-Armstrong | Democratic | Las Vegas       |
| 7      | Vacant                    |            |                 |
| 8      | Duy Nguyen                | Democratic | Las Vegas       |
| 9      | Steve Yeager              | Democratic | Las Vegas       |
| 10     | Vacant                    |            |                 |
| 11     | Bea Duran                 | Democratic | North Las Vegas |
| 12     | Max Carter                | Democratic | Las Vegas       |
| 13     | Brian Hibbetts            | Republican | Las Vegas       |
| 14     | Erica Mosca               | Democratic | Las Vegas       |
| 15     | Howard Watts III          | Democratic | Las Vegas       |
| 16     | Cecelia González          | Democratic | Las Vegas       |
| 17     | Clara Thomas              | Democratic | North Las Vegas |
| 18     | Venicia Considine         | Democratic | Las Vegas       |
| 19     | Toby Yurek                | Republican | Henderson       |
| 20     | David Orentlicher         | Democratic | Las Vegas       |
| 21     | Elaine Marzola            | Democratic | Henderson       |
| 22     | Melissa Hardy             | Republican | Henderson       |
| 23     | Danielle Gallant          | Republican | Las Vegas       |
| 24     | Sarah Peters              | Democratic | Reno            |
| 25     | Selena La Rue Hatch       | Democratic | Reno            |
| 26     | Rich DeLong               | Republican | Reno            |
| 27     | Angie Taylor              | Democratic | Reno            |
| 28     | Reuben D'Silva            | Democratic | Las Vegas       |
| 29     | Lesley Cohen              | Democratic | Henderson       |
| 30     | Natha Anderson            | Democratic | Sparks          |
| 31     | Jill Dickman              | Republican | Sparks          |
| 32     | Alexis Hansen             | Republican | Sparks          |
| 33     | Bert Gurr                 | Republican | Elko            |
| 34     | Shannon Bilbray-Axelrod   | Democratic | Las Vegas       |
| 35     | Michelle Gorelow          | Democratic | Las Vegas       |
| 36     | Gregory Hafen II          | Republican | Pahrump         |
| 37     | Shea Backus               | Democratic | Las Vegas       |
| 38     | Gregory Koenig            | Republican | Fallon          |
| 39     | Ken Gray                  | Republican | Dayton          |
| 40     | P. K. O'Neill             | Republican | Carson City     |
| 41     | Sandra Jauregui           | Democratic | Las Vegas       |
| 42     | Tracy Brown-May           | Democratic | Las Vegas       |